# Farmington (Colombie-Britannique)
Farmington est une communauté située dans la province de la Colombie-Britannique, dans la Région de la Rivière-de-la-Paix.